# رينيه ميرسيت
رينيه ميرسيت René Mercet (1 ديسمبر 1898-13 يونيو 1961) كان حكماً دولياً سويسرياً في العشرينيات والثلاثينيات من القرن السابق. عُرِفَ أنه حكّم مباراة إيطاليا ضد إسبانيا التي أعيدت في ربع نهائي كأس العالم في عام 1934.رينيه ميرسيت أتُهِمَ بأنه سمح بهدف غير مستحق من مياتزا، وبعدها رفض هدفين آخرين لإسبانيا. "أدار الحكم المبارة بمثل هذه الاخفاقات  لدرجة أنه ظهر في كثير من الأحيان بأنه اللاعب الثاني عشر لإيطاليا" أقرأ ملخص الصحيفة الرياضة الفرنسية اليومية لوتو [1].بعد عودته الى سويسرا طرده الاتحاد السويسري لكرة القدم والفيفا وفيفا كأس العالم.